# Silvestridia keijiana
Silvestridia keijiana är en urinsektsart som först beskrevs av Imadaté 1965.  Silvestridia keijiana ingår i släktet Silvestridia och familjen lönntrevfotingar. Inga underarter finns listade i Catalogue of Life.